# Bjørn Wahlsten
Bjørn Lindegård Wahlsten (født 10. august 1954 i København) er en dansk økonom, der er administrerende direktør for Rejsekort A/S.
Wahlsten er uddannet cand.polit. fra Københavns Universitet i 1977. Allerede under studierne var han ansat i DSB, hvor han fortsatte karrieren frem til 2008; de sidste år som salgsdirektør. Siden 2008 har han været administrerende direktør for Rejsekort A/S. 
Wahlsten bor i Københavns Nordvestkvarter.